# Engelbert Wilden
Engelbert Wilden (* 25. September 1923 in Sulzbach/Saar; † 28. März 2014) war ein deutscher Gewerkschafter und Politiker der CDU.
Wilden, Sohn eines Bergmanns, war in vielen gewerkschaftlichen Funktionen aktiv. So war er seit 1958 im saarländischen Landesbezirk des Deutschen Gewerkschaftsbundes tätig. Bis 1966 war er Geschäftsführer des Christlichen Metallarbeiterverbandes Saar, danach wechselte er als Sekretär zur IG Metall. Daneben gehörte er dem Vorstand der AOK im Saarland an und war Vertreter der Versicherten auf Bundesebene. Ferner saß er im Bundesvorstand der Katholischen Arbeitnehmerbewegung und war Dozent und Referent in der Katholischen Erwachsenenbildung. 1986 trat Wilden, der zuletzt als stellvertretender Vorsitzender des DGB im Saarland fungierte, in den Ruhestand.
Politisch war Wilden in der CDU aktiv. 1965 kandidierte er für diese auf der saarländischen Landesliste für den Deutschen Bundestag, jedoch ohne Erfolg. Auch bei der Landtagswahl 1970 trat er vergeblich für ein Mandat im Landtag an. Nach dem Ausscheiden von Gerhard Stillemunkes aus dem Parlament durfte er jedoch am 18. Juni 1975 ins Saarbrücker Parlament nachrücken und gehörte diesem für wenige Wochen bis zum Ende der Wahlperiode an.
Wilden wurde am 4. April 2014 auf dem Waldfriedhof Saarbrücken-Burbach bestattet.

## Auszeichnungen
- 1994: Bundesverdienstkreuz am Bande